# Promised Land (film)
Promised Land – amerykańsko-emiracki dramat filmowy z 2012 roku w reżyserii Gusa Van Santa. Zdjęcia kręcono w stanie Pensylwania. Obraz miał swoją premierę 4 grudnia 2012 roku. Na ekrany polskich kin wszedł 22 lutego 2013 roku.

## Obsada
- Matt Damon – Steve Butler
- John Krasinski – Dustin Noble
- Frances McDormand – Sue Thomason
- Rosemarie DeWitt – Alice
- Scoot McNairy – Jeff Dennon
- Titus Welliver – Rob
- Terry Kinney – David Churchill
- Tim Guinee – Drew Scott[3]

## Odbiór
Film zarobił 7 556 708 dolarów amerykańskich w Stanach Zjednoczonych.
Podczas 83. National Board of Review film zdobył nagrodę Freedom of Expression Award i NBR Award w kategorii Top Films. Podczas 63. Międzynarodowego Festiwalu Filmowego w Berlinie Gus Van Sant zdobył nagrodę Special Mention w kategorii International Jury, był także nominowany do nagrody Golden Berlin Bear. Podczas World Soundtrack Awards w 2013 Danny Elfman był nominowany do nagrody World Soundtrack Award w kategorii Film Composer of the Year. Podczas 35. Nagrody Młodych Artystów Lexi Cowan była nominowana do nagrody Young Artist Award w kategorii Best Performance in a Feature Film – Supporting Young Actress Ten and Under.